# Atractocarpus obscurinervius
Atractocarpus obscurinervius är en måreväxtart som först beskrevs av Elmer Drew Merrill, och fick sitt nu gällande namn av Christopher Francis Puttock. Atractocarpus obscurinervius ingår i släktet Atractocarpus och familjen måreväxter.
Artens utbredningsområde är Filippinerna. Inga underarter finns listade i Catalogue of Life.